# Supauli
Supauli (nep. सुपौली) – gaun wikas samiti w środkowej części Nepalu w strefie Narajani w dystrykcie Parsa. Według nepalskiego spisu powszechnego z 2001 roku liczył on 462 gospodarstw domowych i 2876 mieszkańców (1419 kobiet i 1457 mężczyzn).